# 攪切榨
「攪切榨」是香港網民在2005年創建的潮流用語，源於當年香港高級程度會考（高考）的試題。在該年的高考中，中文科的閱讀理解試卷問及文本中「攪」、「切」和「榨」的意思。由於考生對答案摸不著頭腦，題目在網絡上引發熱烈討論，從而令「攪切榨」一詞流行。

## 典故
2005年4月8日，高考的中國語文及文化科（下稱中化科）開考。當中，其中一篇閱讀理解篇章以香港文學家董橋的《中年是下午茶》作為選材。一條考題問及文章內「攪一杯往事，切一塊鄉愁，榨幾滴希望」中「攪」「切」「榨」三字在文中的意思。由於問題艱深，引起當年普遍考生的不滿。
當日中化科考試後，事件迅即在網上引起師生各方激烈討論，為於便利討論，「攪切榨」一詞便在網上產生起來，並且被廣泛流傳。經過網上演變後，「攪切榨」一詞迅即變為網絡上的潮流用語。

## 原文正解
在《中年是下午茶》一書裏，作者對「攪、切、榨」三字的用意如下：
- 攪：本指做一件事，或是干擾的意思，有攪亂或攪擾。在文中「攪一杯往事」意思是，從茶裏重拾一些往事但往事模糊，不能具體，像水一樣難以勾勒，所以用「一杯」作量詞。
- 切：本意是把東西用刀分開，可以作切開、切斷。文中「切一塊鄉愁」是茶勾起了對故鄉的思念，難以割斷，感情深刻， 是以用「一塊」作量詞。
- 榨：榨可解作榨取。「榨幾滴希望」，是說明了董橋人到中年的心境或狀況，失去了少年時所具有的鬥志或希望，卻又不得不為明天而努力，只好用力榨出一些希望，結果卻只有幾滴的量，故此是幾滴。

## 衍生文化
隨著新興潮語「攪切榨」的形成，加上香港互聯網上對高考中化科事件的激烈討論，引發了一場規模頗大的次文化創作。有一些人把當時的粵語流行歌及古文重新填詞，諷刺考評局對考生不公平。「攪切榨」也成為當時年青人的流行用語：「攪切榨」一詞在網絡上之熱，由網民不斷在網上使用「攪切榨」作為宣洩不滿、以至咒罵人的用語；甚至於香港網絡大典亦有介紹此新造詞語的使用方法；以至有人直接稱這次高考中化科事件為「『攪切榨』事件」，可見一斑。情形就類似2008年香港中學會考中文科考卷出現潮流用語，令屈機一詞成為當時的流行語一樣。

### 「攪切榨」與「潛水怕屈機」
事緣2008年香港中學會考（下稱「會考」）中文科考卷出現大量潮流用語，其中更出現了一句「見鬼勿O嘴 ，潛水怕屈機」的標語，令考生大為不滿。可能事帶相關，令人不禁回想起2005年的「攪切榨」事件。兩者相似的地方在於「攪切榨」一詞與「屈機」、「潛水」（及其他於該會考試卷上出現過的一系列潮流用語）都是因為一場公開考試而在社會上流行起來。而分別則在於「攪切榨」是新造詞彙，而「屈機」、「潛水」（及該會考卷上其他潮語）則是一早在社會上已成流行的潮流用語（不過，「潛水怕屈機」卻是香港考評局自家獨創出來的新語句）。
由於這個關係，「攪切榨」再次熱起來，並出現在不少諷刺考評局的次文化創作中，其中的例子如惡搞前香港中學會考中文科課程必修課文《花潮》的《潮卷》；及惡搞歌曲《香港始終有你》的《屈機O嘴靠你》。

## 資料來源
1. ↑  學生投訴高考試題「政治洗腦」 （页面存档备份，存于）， 蘋果日報，2005年4月11日
2. ↑  中年是下午茶 （页面存档备份，存于）， 中國評論學術出版社
3. ↑  .   [2008-04-09]. （原始内容存档于2008-04-16）.
4. ↑  高考生改歌詞諷考評局 （页面存档备份，存于），明報，2005年4月19日